# المؤسسة الملكية الوطنية لقوارب النجاة
المؤسسة الملكية الوطنية لقوارب النجاة واختصارها (RNLI) هي أكبر مؤسسة خيرية لأنقاذ الأرواح في البحر حول سواحل المملكة المتحدة، وجمهورية أيرلندا، وجزر القنال، وجزيرة مان، وكذلك في بعض الممرات المائية الداخلية. هناك العديد من خدمات قوارب النجاة الأخرى التي تعمل في نفس المنطقة.
تأسست عام 1824 كمؤسسة وطنية للحفاظ على الحياة من حطام السفن، وقد تم منح المؤسسة الميثاق الملكي في عام 1860. وهي مؤسسة خيرية في المملكة المتحدة وجمهورية أيرلندا. الملكة إليزابيث الثانية هي الراعية. يتم تمويل المؤسسة بشكل أساسي من خلال الموروثات والتبرعات، ومعظم أعضاء أطقم قوارب النجاة هم من المتطوعين بدون أجر.
تمتلك المؤسسة، التي تقع قاعدتها الرئيسية في بول، دورست، 238 محطة لقارب النجاة وتشغل 444 قارب نجاة. أنقذت أطقم العمل 22 شخصًا في المتوسط يوميًا في عام 2015. يتم تمويل المؤسسة بشكل أساسي من الموروثات (65٪) والتبرعات الطوعية (28٪)، والباقي من التجارة والاستثمار. يعمل حراس الإنقاذ في المؤسسة على أكثر من 200 شاطئ. يتم دفع المنقذين من قبل السلطات المحلية، بينما توفر المؤسسة المعدات والتدريب. تقوم المؤسسة أيضًا بتشغيل فرق الإنقاذ من الفيضانات (FRT) على الصعيدين الوطني والدولي (iFRT)، والتي تستعد للسفر إلى حالات الطوارئ في الخارج في وقت قصير.
تبذل المؤسسة جهودًا كبيرة في التدريب والتعليم، خاصة للشباب؛ يتم التحدث إلى أكثر من 6000 طفل في الأسبوع من قبل متطوعي التعليم حول سلامة البحر والشاطئ، ويتلقى أكثر من 800 طفل تدريبًا في الأسبوع. أنقذت المؤسسة حوالي 140 ألف شخص منذ تأسيسها، مما أدى إلى مقتل أكثر من 600 شخص في الخدمة.

## تاريخها

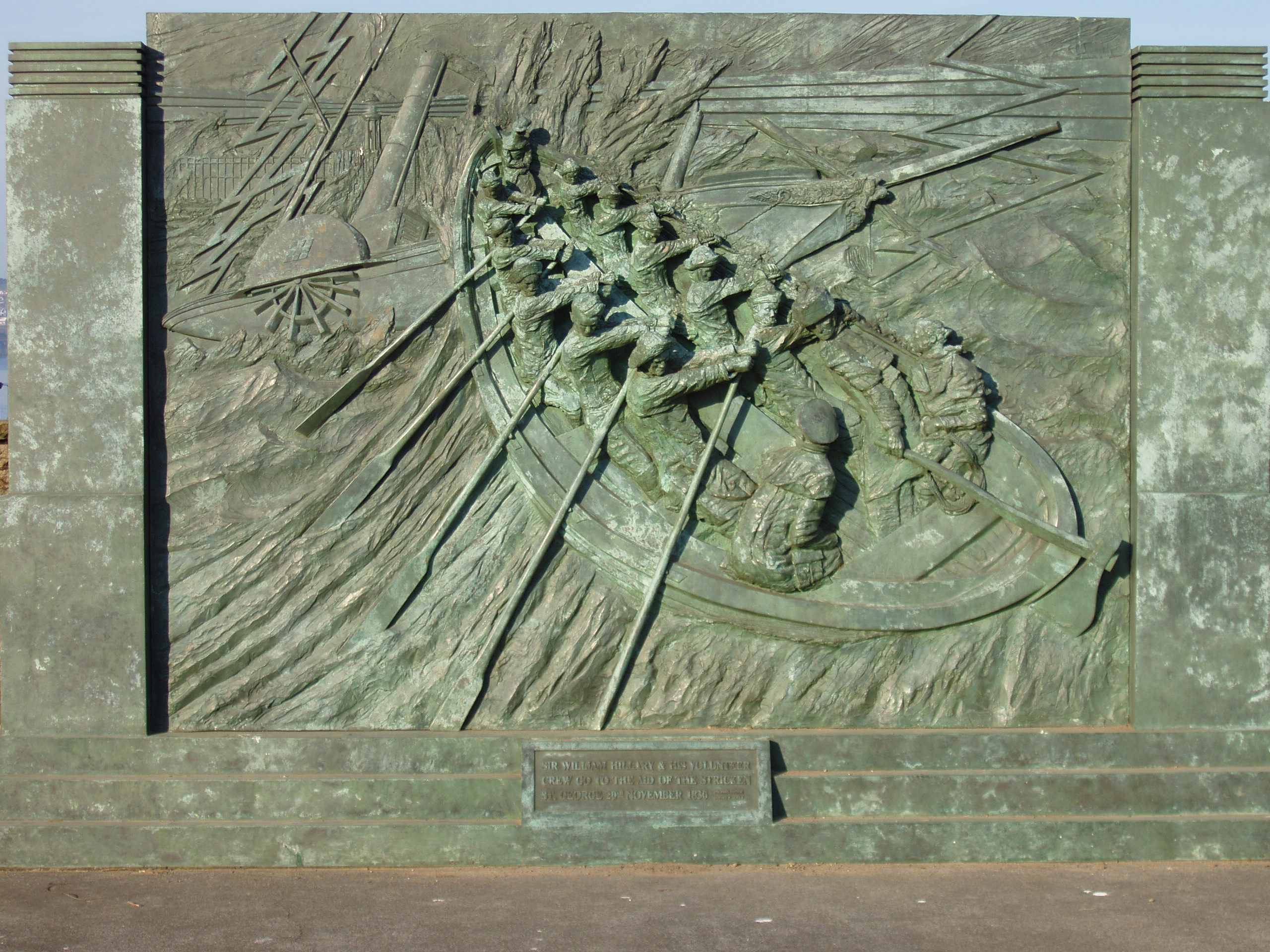

انتقل السير ويليام هيلاري إلى جزيرة مان في عام 1808. وإدراكًا منه للطبيعة الغادرة للبحر الأيرلندي، مع تحطم العديد من السفن حول ساحل مانكس، فقد وضع خططًا لخدمة قوارب النجاة الوطنية التي تديرها أطقم مدربة. في البداية تلقى القليل من الاستجابة من الأميرالية. ومع ذلك، عند مناشدة الأعضاء الأكثر خيرية في مجتمع لندن، تم اعتماد الخطط، وبمساعدة عضو البرلمان توماس ويلسون والنائب السابق والتاجر جورج هيبرت، تم تأسيس المؤسسة الوطنية للحفاظ على الحياة من حطام السفن في عام 1824 في سن الستين، شارك السير ويليام في إنقاذ حزمة سانت جورج عام 1830، والتي تعثرت في كونيستر روك عند مدخل ميناء دوجلاس. لقد قاد قارب النجاة وتم غسله في البحر مع آخرين من طاقم قارب النجاة، ومع ذلك تم إنقاذ كل من كان على متن السفينة سانت جورج في النهاية دون خسائر في الأرواح. كان هذا الحادث هو الذي دفع السير ويليام إلى وضع مخطط لبناء برج الملجأ على صخرة كونيستر - وهو مشروع اكتمل في عام 1832 والذي يقف حتى يومنا هذا عند مدخل ميناء دوغلاس. في عام 1854، تغير اسم المؤسسة إلى المؤسسة الملكية الوطنية لقوارب النجاة (في عام 1849، أضاف الأمير ألبرت دعمه للمؤسسة) وتم وضع أول قوارب النجاة الجديدة في دوغلاس تقديراً لعمل السير ويليام.
في عامه الأول، جمع RNLI 10000 جنيه إسترليني، ولكن بحلول عام 1849، انخفض الدخل إلى 354 جنيهًا إسترلينيًا. بعد أن وجدت نفسها في صعوبات مالية، قبلت RNLI إعانة حكومية قدرها 2000 جنيه إسترليني، والتي ارتفعت في السنوات اللاحقة. استمر هذا حتى عام 1869، عندما توقف RNLI عن قبول الإعانات - فقد وجد أن التبرعات الطوعية قد انخفضت بأكثر من الإعانات؛ بالإضافة إلى ذلك، فإن فرض الحكومة للبيروقراطية واللوائح أضر بالخدمة. كانت خسارة 27 من طاقم قارب النجاة في ساوثبورت وسانت أنيس في عام 1886 هي التي أعطت دفعة جديدة لجمع التبرعات واستأنف عام 1889 جمع 10000 جنيه إسترليني. أقيم يوم السبت الأول من قارب النجاة في ذلك العام

## عمليات الإنقاذ
أنقذت أطقم قوارب النجاة ورجال الإنقاذ التابعين لـ RNLI أكثر من 140.000 شخص منذ عام 1824. يميز RNLI بين الأشخاص الذين يتلقون المساعدة والأرواح التي تم إنقاذها. تم إطلاق 8462 قارب نجاة في عام 2014، مما أدى إلى إنقاذ 8727 شخصًا، بما في ذلك إنقاذ 460 شخصًا. ساعد رجال الإنقاذ أو أنقذوا 19353 شخصًا. تم نشر عمال الإنقاذ سبع مرات. [14] في عام 2015، أنقذت الأطقم 22 شخصًا في المتوسط يوميًا.
كانت أكبر عملية إنقاذ في تاريخ RNLI في 17 مارس 1907، عندما اصطدمت السفينة SS Suevic التي يبلغ وزنها 12000 طن بشعاب Maenheere بالقرب من Lizard Point في كورنوال. في عاصفة قوية وضباب كثيف، أنقذ متطوعو قارب النجاة التابع لـلوكالة 456 راكبًا، من بينهم 70 طفلاً. قامت أطقم من The Lizard و Cadgwith و Coverack و Porthleven بالتجديف بشكل متكرر لمدة 16 ساعة لإنقاذ جميع الأشخاص الموجودين على متنها. تم منح ست ميداليات فضية من RNLI لاحقًا، اثنان لأعضاء طاقم Suevic.

## الخسائر
لقي أكثر من 600 شخص مصرعهم في خدمة الوكالة؛ وتم تسجيل أسمائهم في تمثال الوكالة التذكاري في RNLI HQ ، بول

## عمليات التكريم
تم منح أكثر من 2500 ميدالية للشجاعة: ذهبية (150)، فضية (1564) وبرونزية (793). مُنحت الميداليات البرونزية منذ عام 1917. ويحمل وجه الميدالية الذهبية شعار: «لا يبتلعني الغمر» من المزمور 69. يمكن تقديم الشكر للمؤسسة المسجلة على ورق Vellum أو خطاب تقدير مؤطر لأعمال بارزة أخرى، مثل تلك الممنوحة لأطقم محطة Aberystwyth Lifeboat. جائزة رالف جليستر هي جائزة مالية تُمنح لأفضل خدمة في كل عام وافتتحت في عام 1968. تُمنح جائزة والتر وإليزابيث جرومبريدج سنويًا عن الخدمة الأكثر تميزًا من قبل طاقم قارب نجاة أتلانتيك 21 (وخلفائهم). تأسست عام 1986 كجائزة Walter Groombridge تخليداً لذكرى المسؤول الإداري في محطة Brighton Lifeboat Station ، وأعيد تسميتها تخليداً لذكرى زوجته التي توفيت في عام 1989.
أكثر زورق النجاة تزينًا كان هنري بلوج، كوكسوين كرومر لمدة 37 عامًا، بثلاث ميداليات ذهبية وأربع فضية. كما حصل على وسام جورج كروس والإمبراطورية البريطانية ويعرف باسم «أعظم رجال النجاة». [24] كان أصغر المتلقين هو فريدريك كارتر (11 عامًا) الذي حصل مع فرانك بيري (16 عامًا) على الميدالية الفضية لإنقاذ في ويموث في عام 1890. ومن بين رجال النجاة البارزين هنري فريمان من ويتبي، وكوكسوين لمدة 22 عامًا، روبرت ويليام هوك (1828-1911)، coxswain في Lowestoft من 1853 إلى 1883 ويُنسب إليه الفضل في إنقاذ أكثر من 600 شخص بالإضافة إلى كلبين وقط، هنري "Shrimp" Davies ، coxswain of the Cromer Lifeboat مع 45 عامًا في الخدمة وجيمس هايليت، coxswain of Caister-on-Sea. حصل قارب نجاة واحد على جائزة: من أجل إنقاذ سفينة الإنارة Daunt في عام 1936، تم تزيين RNLB Mary Stanford وطاقمها بالكامل (انظر الرسم التوضيحي في قسم التاريخ أعلاه)